# 恐慌性拋售
恐慌性拋售，是投資者在股市大跌的情況下，非理性地沽售手上的股票套現，成交量劇增，令股價在短期內大跌。有投資者認為，恐慌性拋售或會帶來反彈轉機，帶來趁低吸納優質股票的機會。。2016年11月，全球股票市場因2016年美國總統選舉，特朗普當選出現恐慌性拋售情況。